# Ризари (Фрозиноне)
Ризари је насеље у Италији у округу Фрозиноне, региону Лацио.
Према процени из 2011. у насељу је живело 53 становника. Насеље се налази на надморској висини од 158 м.